# Тысяча окон
«Тысяча окон» — советский чёрно-белый художественный фильм, снятый режиссёром Алексеем Спешневым на киностудии «Беларусьфильм» в 1967 году.
Премьера фильма состоялась 17 мая 1967 года. Фильм посмотрели 7 миллионов зрителей.

## Сюжет
Альберт проявляет расистские предвзятости к африканцу Жюлю, что вызывает напряжение среди соседей, особенно между Сергеем и Альбертом. Андрей старается разрешить конфликт, одновременно сталкиваясь с трудностями в своих чувствах к Марине, которая изначально предпочитает Сергея. Постепенно Марина начинает осознавать истинные качества каждого из мужчин.

## В ролях
- Валерий Погорельцев — Андрей Василенок
- Алла Чернова — Марина
- П. Йоро Диало — Жюль
- Ана Винья — Росита
- Бернхард Штефан — Альберт
- Алексей Эйбоженко — Сергей
- Раиса Куркина — Нина Георгиевна
- Костас Диань
- Оми Кришна
- Фелипе Бернаса
- Виталий Белецкий
- Варвара Черкесова
- Ю. Оксанченко
- Эрвин Кнаусмюллер
- Глеб Плаксин
- Владимир Цоппи
- Боря Гарлицкий

В фильме снимались студенты московских вузов, участники интернационального театра МГУ.

## Съёмочная группа
- Автор сценария и режиссёр-постановщик: Алексей Спешнев
- Главный оператор: Андрей Булинский
- Композитор: Лев Солин
- Звукооператор: Николай Веденеев
- Сорежиссёр: Владимир Роговой
- Режиссёр: Ю. Филин
- Художники: Владимир Серебровский, Мирон Карякин
- Костюмы: Л. Гамаюкова
- Гримёр: Софья Михлина
- Ассистенты режиссёра: Юрий Оксанченко, В. Шульман, Е. Лесукова
- Ассистенты оператора: Леонид Пекарский, Юрий Дуринов
- Ассистенты по монтажу: Е. Волкова, Л. Кузьмич
- Автор вальса «Ре минор» для балалайки и исполнитель: Виталий Белецкий
- Консультант: М. Маршак
- Редактор: Константин Губаревич
- Директор картины: Виктор Поршнев

## Фестивали
- Режиссёру Алексею Спешеву был присвоен Специальный диплом жюри за творческий поиск в современной общественно значимой теме на 8-м кинофестивале республик Прибалтики, Белоруссии и Молдавии в Риге (1968)
- Фильм получил специальный приз на фестивале «Большой янтарь-68»[2]